# Кероб

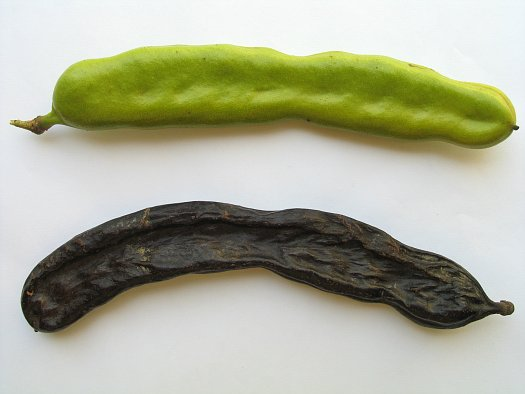
Плоди ріжкового дерева

Кероб (англ. Carob) — стручкові плоди вічнозеленого ріжкового дерева (Ceratonia siliqua L.), яке росте в середземноморських країнах, а саме — в Італії, Іспанії, на Кіпрі та інших. Рослина родини бобових. У сирому вигляді кероб не є їстівним, однак після зривання у незрілому вигляді та сушіння на сонці, він стає дуже солодким і смачним. Зовні кероб мало чим відрізняється від звичайного какао-порошку, хіба що відтінком коричневого кольору. Однак за смаком він більш насичений і солодкий. Крім того, істотна різниця між двома представленими продуктами полягає в тому, що розфасований кероб не містить в собі ароматизаторів та інших хімічних речовин, які досить часто додають в какао-порошок, шоколад тощо. Боби завдовжки близько 10-25 см, завширшки 2-4 см і завтовшки 0,5-1 см, коричневі. Крім насіння, вони містять соковитий, солодкий м'якуш (близько 50 % цукру).
Ріжкове дерево росте в сухих регіонах, де шкідники нападають рідше. Тому пестициди при вирощуванні використовуються вкрай рідко і в мінімальній кількості. Це ще одна перевага продукту перед солодкими аналогами.

## Історична довідка
У Древній Греції кероб був відомий під назвою «єгипетська фіга». Такі тверді та гладкі насінини стручкових мали абсолютно ідентичну вагу і форму. В епоху Римської імперії тверді плоскі бурі насінини ріжкового дерева (лат. siliqua graeca) використовувалися в римській ваговій системі як міра маси, рівна приблизно 0,19 грам сіліква (міра ваги) або карат.
Детальніші відомості про кероб ви можете знайти в статті Ріжкове дерево.

## Особливості продукту
Користь керобу для здоров'я зумовлена його багатим складом і відсутністю шкідливих для людського організму речовин, які натомість містяться в какао-бобах. Плоди ріжкового дерева багаті антиоксидантами. Ці речовини продовжують молодість, забезпечують протираковий захист. Антиоксиданти перешкоджають пошкодження клітин шкіри вільними радикалами. У порошку міститься клітковина, яка сприяє травленню, м'яко чистить кишку. Спільно з антиоксидантами речовина виводить з організму небезпечні сполуки. Кероб чинить антисептичну дію. Як антисептик плоди ріжкового дерева застосовувалися ще в античні часи. Напій з керобу знижує рівень холестерину в крові. Екзотичні плоди зменшують апетит. Продукт скорочує секрецію греналіну — гормону, який контролює голод. Порошок з успіхом замінить синтетичні підсолоджувачі в дієтах. Кероб — джерело вітамінів А, D та вітамінів групи В, мінералів. Плоди на 8 % складаються з протеїну. У них міститься добре засвоювані організмом кальцій, фосфор, магній, мідь, калій і інші корисні елементи.